# 魔鬼大理石

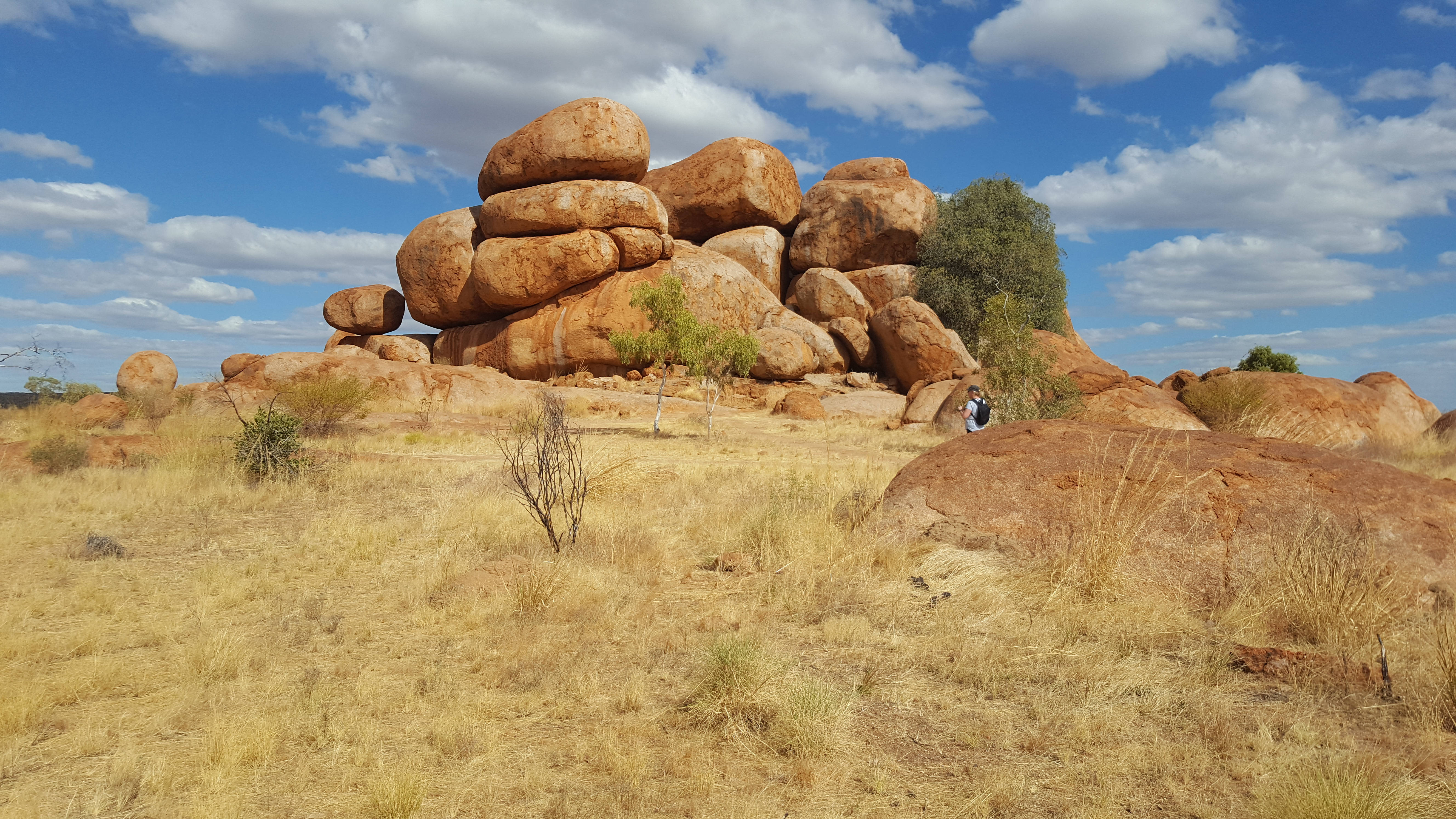
Devils Marbles

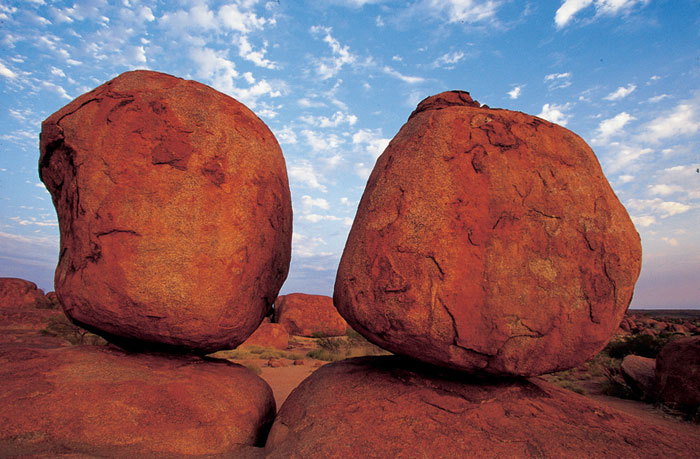
Devils Marbles

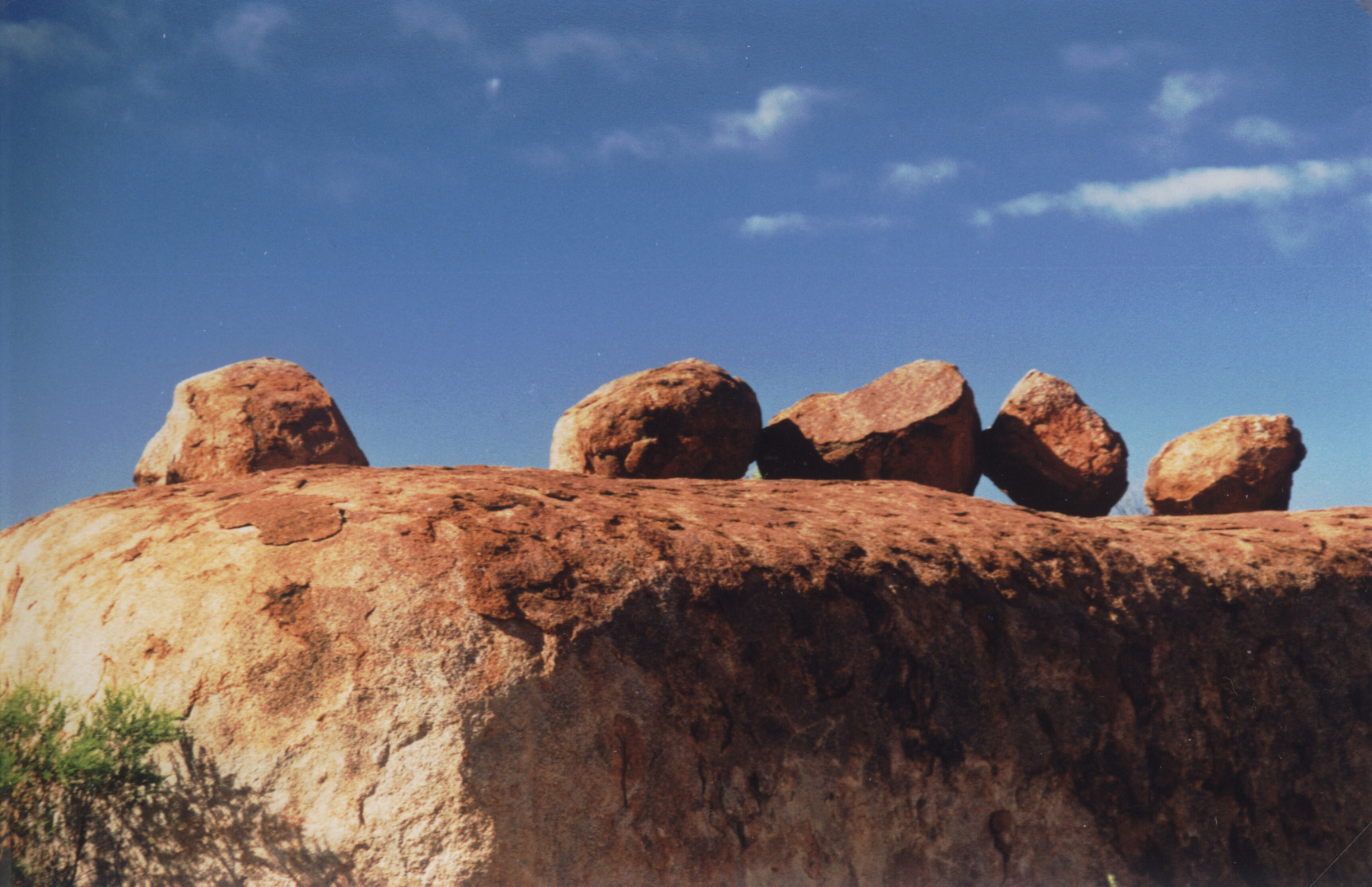
Devils Marbles

魔鬼大理石是巨大的花岗岩，是由地下的花岗岩堆砌形成的。风化和侵蚀的自然过程造就了其形态各异的外表形状。有的岩石摇摇欲坠，错落堆砌，却稳当矗立，有的岩石叠加坐落于更大的岩石之上，而另一些则是经大自然的鬼斧神工，切割成两半。这些巨砾位于宽阔的沙漠浅谷之中，主要成群散落在西部的保护区。有一条捷径可以从斯图尔特高速公路直接通往巨石群。
魔鬼大理石风化形成隆起，由花岗岩构成，就如同是由地下向地表凸起的顶层，就像是沙漠中的小地质海域，周围环绕大量的沙石。花岗岩形成于数百万年前，是由于地壳内部的岩浆硬化而形成。花岗岩上的厚层砂岩对花岗岩施加了巨大向下的压力。经过一段时间，地壳的运动导致了该地区地壳的折叠，从而抬升了花岗岩，使砂岩断裂，花岗岩更接近地表。随着压力逐渐变小，花岗岩的膨胀导致裂缝形成，之后较大的岩层开始分裂成巨大的方形石块。
当石块侵泡在水中时，是形成大理石的第二个阶段的开始。在水的作用下，石块的表面开始腐蚀，各个石块的表面包裹着一层松散的物质。当石块完全浮出水面，松散的物质就被水和风腐蚀掉了。
花岗岩表面的环形是化学和物理风化（力学的）的结果。化学过程导致岩石表面膨胀收缩，薄层的岩石从花岗岩上脱落，这是所谓的表层脱落过程。在这个过程中，由于化学作用对边缘区域的影响更大，使得花岗岩块呈圆形。岩石呈多层状，如同洋葱。在球状风化过程中，只有外侧几厘米受到了化学风化的影响。
干旱沙漠地带的自然保护区，白天和黑夜的极端温差对巨石造成了更大的影响。在白天，巨石会微微膨胀，在夜幕降临后，它们会微微收缩，并且每24小时会重复这个过程。这些膨胀和收缩运动的不断循环，称之为热力风化作用。在这个过程中，会产生裂缝，有时候裂缝会变得很深，以至于巨石会完全分裂成两半。

## 形成
惡魔彈珠構成退化的小塊。該地層由花崗岩構成，是地層頂層的一部分，從地下穿透地面，就像沙漠中的地質小島，周圍環繞著大量砂岩。花崗岩是數百萬年前地殼內岩漿硬化的結果。花崗岩頂部的厚砂岩層對花崗岩施加了極大的向下壓力。一段時間後，構造力導致該地區地殼折疊，抬升花崗岩並使砂岩斷裂，使花崗岩更接近地表。隨著壓力的減小，花崗岩膨脹導致裂縫形成，然後較大的地層開始分裂成大的方形塊。
當這些塊暴露在水中時，大理石形成的下一階段就開始了。磚塊的表面在水的影響下開始腐爛，一層鬆散的材料包圍了各個磚塊。當塊體完全浮出水面時，鬆散的材料被水和風侵蝕掉。
花崗岩塊的圓形是化學和物理（也稱為機械）風化的結果。化學過程會導致塊體表面膨脹和收縮，從而在稱為剝落的過程中從巨石上脫落薄層岩石。這個過程使花崗岩塊變圓，因為化學過程對邊緣區域的影響更大。岩石開始看起來像洋蔥一樣由層組成。在稱為球形風化的過程中，只有外部幾厘米會受到化學風化的影響。
保護區所在的干旱沙漠地區晝夜極端溫差對巨石的影響更深。在白天，岩石會略微膨脹，而在夜幕降臨後，它們會略微收縮，每24小時重複一次該過程。這些重複的膨脹和收縮循環，稱為熱應力風化，會產生裂縫，裂縫有時會很深，以至於巨石完全裂成兩半。
1. ↑  Turkington, Alice V. . Boulder, Colo.: Geological Society of America https://www.worldcat.org/oclc/58919488. 2005. ISBN 0-8137-2390-6. OCLC 58919488. 缺少或|title=为空 (帮助)